# Los Mateos
Los Mateos är en ort i Mexiko.   Den ligger i kommunen Cadereyta de Montes och delstaten Querétaro Arteaga, i den centrala delen av landet, 170 km norr om huvudstaden Mexico City. Los Mateos ligger 2 083 meter över havet och antalet invånare är 110.
Terrängen runt Los Mateos är kuperad. Runt Los Mateos är det ganska glesbefolkat, med 38 invånare per kvadratkilometer. Närmaste större samhälle är Ezequiel Montes, 18,6 km sydväst om Los Mateos. Trakten runt Los Mateos består i huvudsak av gräsmarker.